# Maior domus
Maior domus (rikshovmästare) var administratörer inom Frankerriket, tillsatta av den frankiska kungaätten merovingerna.
Merovingerna stred mest inbördes om makten, och överlät skötsel och administration åt sina rikshovmästare, sina maior domus (i funktion påminnande om jarlar i Norden och stewards i Skottland). Den namnkunnigaste av dessa, Karl Martell, tog steget från administration till striden, och han är känd för att ha stoppat ett arabiskt anfall från Spanien vid Poitiers år 732. 
Pippin den lille, Karl Martells son, blev den siste maior domus men lät sedan kröna sig till kung 751 och ersatte därmed den merovingiska ätten med den karolingiska på den frankiska tronen. De tidigaste karolingiska innehade också titeln maior domus, men den innebar då inte längre samma sak som när den först introducerades under den merovingiska tiden.

## Frankiska härskare som haft titelnmaior domus
| Maior domus        | Austrasien | Neustrien | Burgund |
| ------------------ | ---------- | --------- | ------- |
| Pippin av Landen   | X          |           |         |
| ...                |            |           |         |
| Pippin av Heristal | X          | X         | X       |
| Karl Martell       | X          | X         | X       |
| Pippin den lille   | X          | X         | X       |